# Wikipédia en amharique
Wikipédia en amharique (en amharique : አማርኛ ውክፔድያ) est l’édition de Wikipédia en amharique, langue éthiosémitique parlée en Éthiopie. L'édition est lancée en décembre 2002 et dans les faits en décembre 2004. Son code est : am.
Au 21 mars 2025, l'édition en amharique contient 15 405 articles et compte 50 581 contributeurs, dont 56 contributeurs actifs et 1 administrateur.

## Présentation

Répartition géographique de l'amharique.

## Statistiques
- En mars 2012, l'édition en amharique compte quelque 11 500 articles.
- Le 20 septembre 2022, elle contient 15 055 articles et compte 39 683 contributeurs, dont 57 contributeurs actifs et 2 administrateurs.
- Le 31 août 2024, elle contientt 15 375 articles et compte 48 546 contributeurs, dont 52 contributeurs actifs et 1 administrateur.